# Esanos
Esanos es una localidad del municipio de Cillorigo de Liébana, en la comarca de Liébana (Cantabria, España). Se encuentra a 460 m s. n. m. y dista 4,2 kilómetros de Tama, la capital municipal. Tiene 35 habitantes (INE, 2008). Este barrio pertenece al «Concejo de Bedoya», integrado por varios pueblos situados en el Valle de Bedoya, uno lateral respecto al de Cillorigo, en la vertiente occidental de Peña Sagra. De su patrimonio arquitectónico destaca la ermita de Nuestra Señora de los Ángeles (siglos XV-XVI). Pasa por Esanos el sendero de Pequeño Recorrido PR-S.4 o «Camino de Pasanéu», que desde Lafuente (Lamasón), cruza por el Collado de Pasanéu, baja a este Valle de Bedoya, recorriendo San Pedro, Esanos, Pumareña, Trillayo, Castro-Cillorigo, Potes y llega al Monasterio de Santo Toribio de Liébana.
- Datos: Q5837430
- Multimedia: Esanos / Q5837430